# Sacrofano
Sacrofano là một đô thị ở tỉnh Roma trong vùng Latium thuộc Ý, có cự ly khoảng 25 km về phía bắc của Roma. Đô thị này tọa lạc gần Monti Sabatini, tại chân một ngọn núi lửa đã ngưng hoạt động.
Sacrofano giáp các đô thị: Campagnano di Roma, Castelnuovo di Porto, Formello, Magliano Romano, Riano, Roma.

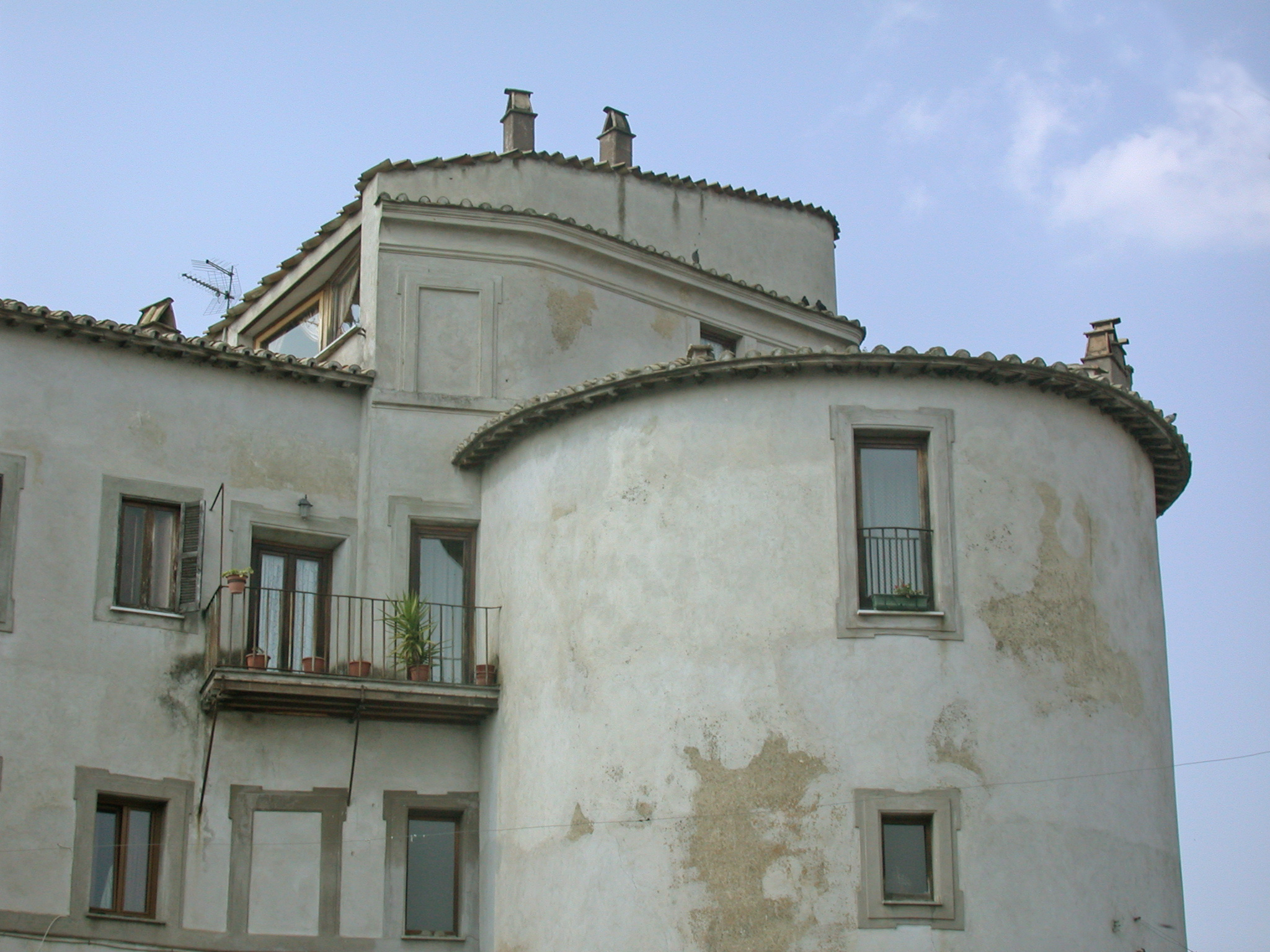
Một toà tháp cổ ở Sacrofano.